# Marcus Sigfridsson
Marcus Sigfridsson, död i januari 1646 i Stockholm, var en svensk bokbindare.
Marcus Sigfridsson var son till Sigfrid Jönsson och kom från Korsholm. Han var verksam som bokbindare i Stockholm 1609–1645 och var en av de främsta där under sin samtid. Han var den ledande vid fastställandet av bokbindarskråets första stadgar 1626 och 1630 blev han dess förste ålderman. Nästan alla stockholmska bokband från tiden 1620–1640 har tillskrivits Markus Sigfridsson. Han arbetade för förnäma familjers privata slottsbibliotek och slutade som hovkanslibokbindare. Han införde den svarta marokängen och använde förutom blindpressning även gulddekor. Vid sidan om bokbinderiet bedrev Marcus Sigfridsson förläggarverksamhet, bland annat utgav han 1623 års upplaga av svenska psalmboken. Han handlade även med bland annat trävaror. Han blev inblandad i en mängd rättsprocesser, och efter att ha varit en förmögen husägare i Stockholm tvingades han 1639 sälja sin egendom.